# Peggy Büchse
Peggy Büchse (Alemania, 9 de septiembre de 1972) es una nadadora alemana retirada especializada en pruebas de larga distancia en aguas abiertas, donde consiguió ser campeona mundial en 2001 en los 10 km en aguas abiertas.

## Carrera deportiva
En el Campeonato Mundial de Natación de 1998 celebrado en Perth (Australia), ganó la medalla de plata en los 25 km en aguas abiertas, con un tiempo de 5:32:19 segundos, tras la estadounidense Tobie Smith  (oro con 5:31:20 segundos) y por delante de la neerlandesa Edith van Dijk  (bronce con 5:38:06 segundos); además ganó el bronce en los 5 kilómetros en aguas abiertas, con un tiempo de 1:00:58 segundos, tras la estadounidense Erica Rose.
Tres años después, en el Campeonato Mundial de Natación de 2001 celebrado en Fukuoka ganó la medalla de oro en los 10 kilómetros aguas abiertas, y la de plata en los 5 kilómetros aguas abiertas.